# Nitrofurantoin
Nitrofurantoin, được bán dưới tên thương mại là Macrobid cùng với một số các tên khác, là một loại kháng sinh được sử dụng để điều trị nhiễm trùng đường tiết niệu. Tuy vậy, thuốc này không có hiệu quả đối với nhiễm trùng thận. Chúng được đưa vào cơ thể qua đường miệng.
Các tác dụng phụ thường gặp bao gồm buồn nôn, chán ăn, tiêu chảy và đau đầu. Các tác dụng phụ hiếm hơn thì có thể có như tê, vấn đề về phổi hoặc các vấn đề về gan. Thuốc này không nên được sử dụng ở những người có vấn đề về thận. Mặc dù chúng có vẻ an toàn trong thời gian mang thai nhưng thuốc cũng không nên được sử dụng gần giai đoạn chuyển dạ. Thuốc này có hoạt tính theo cách là làm chậm sự tăng trưởng hơn là tiêu diệt vi khuẩn.
Nitrofurantoin được sử dụng để điều trị nhiễm trùng đường tiểu dưới (UTI) từ năm 1953 và vẫn hiệu quả cho đến hiện tại. Nó nằm trong danh sách các loại thuốc thiết yếu của Tổ chức Y tế Thế giới, tức là nhóm các loại thuốc hiệu quả và an toàn nhất cần thiết trong một hệ thống y tế. Chúng có sẵn như dưới dạng thuốc gốc. Chi phí bán buôn ở các nước đang phát triển là từ 0,10 đến 9,20 USD cho một quá trình điều trị. Tại Hoa Kỳ, chi phí bán buôn là khoảng 8 USD cũng với lượng thuốc đó tính đến năm 2018.